# 井上学術賞
井上学術賞（いのうえがくじゅつしょう）とは、文部科学省認可の財団法人井上科学振興財団が贈呈する賞。同財団から授与される賞としては、他に井上研究奨励賞、井上リサーチアウォードがある。またかつては久保亮五記念賞を授与していた。

## 概要
井上学術振興財団から授与される賞であり、38学会及び財団の元選考委員、井上学術賞既受賞者から推薦を受けて選考を行い授与を行う。他の研究奨励財団との特色を出すために、基礎科学領域での研究者を表彰するために設立された財団から贈呈される。現在は、国際研究集会参加費用などの援助も行っている。
役員及び評議員は自己推薦は出来ないため、過去に受賞した研究者が理事や評議員を勤めることが多い。基礎科学分野における研究者の表彰を行っている数少ない賞の中の一つである。

## 沿革
夫婦で実業を行った井上節子の遺贈された浄財を元にして、文部省（現：文部科学省）認可の財団として設立。夫婦には子供が授かれなかったため、基礎研究分野の研究者への助成を行うことを願い、茅誠司に委託された。昭和59年に最初の賞の受賞を初め財団自身と銀行などの支援によって、現在は保有財産24億円（時価）相当の財産を保有する。
これらの基本財産を元にして後述する各賞を設立し、基礎科学分野の研究者への支援及び助成を行っている。

## 各賞
1. 井上学術賞は、おおむね50歳未満の基礎科学領域で顕著な業績を上げた研究者に贈呈される賞。財団設立の昭和59年度より実施している。賞状、金メダル及び賞金200万円。
2. 井上研究奨励賞は、おおむね35歳未満の基礎科学領域で顕著な業績を上げた研究者に贈呈される賞。財団設立の昭和59年度より実施している。賞状、銅メダル及び賞金50万円。
3. （廃止）久保亮五記念賞は、おおむね45歳未満の基礎科学領域で顕著な業績を上げた研究者に贈呈される賞。平成9年度より実施。賞状、銀メダル及び賞金100万円。

## 井上学術賞受賞者
- 1984年 - 飯塚哲太、廣部雅昭、増田久弥
- 1985年 - 井村伸正、石浜明、田中捷雄、吉岡亨、堀田凱樹
- 1986年 - 古賀憲司、斎藤恭司、鈴木増雄、寺嶋真一、御子柴克彦
- 1987年 - 尾崎洋二、木村嘉孝、齋藤軍治、脊山洋右、半田康延
- 1988年 - 池田日出男、佐藤勝彦、中西重忠、長濱嘉孝、森重文
- 1989年 - 大類洋、中澤清、永嶺謙忠、平岡昌和、細見彰
- 1990年 - 浅島誠、戸塚洋二、野村大成、福井康雄、森田茂之
- 1991年 - 安藤真、久野みゆき、永宮正治、西信之、馬渕一誠
- 1992年 - 伊藤英司、佐藤矩行、鈴木明身、土屋昭博、山本隆一
- 1993年 - 石原宏、川崎昌博、小濱一弘、三田一郎、柴崎正勝
- 1994年 - 稲垣冬彦、河内明夫、小山勝二、田中豊一、中村敏一
- 1995年 - 岩澤康裕、常田佐久、手塚集、道端齋、山本雅之
- 1996年 - 大久保修平、香月勗、加藤和也、小宮山真、高井義美
- 1997年 - 大津元一、巽和行、早野龍五、平間正博
- 1998年 - 楠岡成雄、月田承一郎、成田吉徳、本林透
- 1999年 - 小坂俊夫、硤合憲三、田中俊一郎、寺沢俊夫、中野明彦
- 2000年 - 審良静男、旭耕一郎、岡村均、細野秀雄、丸岡啓二
- 2001年 - 稲垣昌樹、岡本久、松本邦弘、宮下精二
- 2002年 - 多羽田哲也、西田栄介、深谷賢治、山下正廣
- 2003年 - 相原博昭、荒木弘之、儀我美一、田村裕和
- 2004年 - 相田卓三、狩野方伸、瀧川仁、西田宏記、室田一雄
- 2005年 - 岩﨑雅彦、勝本信吾、金光義彦、宮園浩平、森田浩介
- 2006年 - 小野薫、塩谷光彦、廣瀬敬、嶺重慎、森郁恵
- 2007年 - 今中信人、小原一成、岡野栄之、岡本博、山中伸弥
- 2008年 - 青木慎也、高柳広、寺嶋正秀、中畑雅行、水島昇
- 2009年 - 上村匡、魚住泰広、柏川伸成、藤澤彰英、渡邊嘉典
- 2010年 - 石原一彰、兒玉了祐、小林俊行、中山敬一、濡木理
- 2011年 - 北川宏、笹井芳樹、林雄二郎、宮脇敦史、山口浩司
- 2012年 - 菊地和也、小林武彦、仲嶋一範、平地健吾、横山順一
- 2013年 - 安藤陽一、上田佳宏、大井貴史、後藤由季子、野地博行
- 2014年 - 泉正己、大越慎一、齋藤義文、椎名勇、鳥居啓子
- 2015年 - 犬塚修一郎、浦野泰照、島野亮、東原和成、本田賢也
- 2016年 - 磯部寛之、熊谷隆、佐藤俊朗、泊幸秀、村上修一
- 2017年 - 大木研一、齊藤英治、忍久保洋、西林仁昭、東山哲也
- 2018年 - 井垣達吏、伊山修、大場史康、陰山洋、松林嘉克
- 2019年 - 井上将行、笹川崇男、関根俊一、西田究、長谷耕二
- 2020年 - 北野潤、佐藤守俊、津田誠、中西賢次、三好由純
- 2021年 - 石黒啓一郎、小松英一郎、関華奈子、野田展生、吉沢道人
- 2022年 - 金川基、柴田直哉、武部貴則、平谷伊智朗、松永茂樹
- 2023年 - 植村卓史、倉永英里奈、関根康人、西増弘志、矢貝史樹
- 2024年 - 五十嵐啓、井上茂義、沙川貴大、唯美津木、南後恵理子